# Jourgebäck
Jourgebäck bezeichnet Ausführungen von Kleingebäck mit deutlich geringerer Masse und wird auch als Partygebäck bezeichnet. Ein Vertreter ist z. B. die Partysemmel oder auch Minisemmel.
Der Begriff ist besonders in Österreich verbreitet, leitet sich vom französischen jour ab und deutet auf die Verwendung an besonderen Tagen im alten Wien hin.